# Аронофф, Макс
Макс Аронофф (англ. Max Aronoff; 25 декабря 1906 года — 22 апреля 1981 года) — американский альтист и музыкальный педагог.
Окончил Кёртисовский институт музыки (1934), ученик Карла Флеша и Луи Байи. Ещё студентом в 1931 г. вошёл в состав струнного квартета, в дальнейшем получившего название Кёртисовского квартета, и играл в нём до конца жизни (со смертью Ароноффа коллектив был распущен). Непродолжительное время играл также в составе Филадельфийского оркестра. Сразу по окончании Кёртисовского института приступил к преподавательской работе в нём, которую продолжал вести до конца жизни. Кроме того, в 1943 г. совместно со своим партнёром по квартету Яшей Бродским Аронофф основал в Филадельфии Новую школу музыки (ныне в составе Университета Темпл), специализировавшуюся на подготовке музыкантов преимущественно для ансамблевой карьеры.
В 1990 году в штате Вашингтон был основан Институт альта имени Макса Ароноффа (англ. Max Aronoff Viola Institute) — ежегодная летняя школа альтистов.